# 小行星4547
小行星4547（英語：4547 Massachusetts）是一颗围绕太阳公转的小行星。1990年5月16日，圓館金、渡邊和郎在札幌市发现了此天体。
这颗小行星的绝对星等为38.40387等。